# Crocidura ramona
Crocidura ramona es una especie de musaraña (mamífero placentario de la familia Soricidae).

## Distribución geográfica
Es endémica de Israel: desierto del Néguev.